# 서유기 리턴즈
"서유기 리턴즈"는 2011년에 개봉한 대한민국의 영화이다.

## 캐스팅
- 김병만 : 손오공 역
- 류담 : 저팔계 역
- 한민관 : 사오정 역
- 민아령 : 삼장법사 역
- 최홍일 : 우마왕 역
- 김왕근 : 김박사 역
- 김봄 : 백발마귀 역
- 한이진 : 금각 역
- 하성 : 은각 역
- 신택기 : 대통령 역
- 김성일 : 병만 부 역
- 최영우 : 한국대표 역
- 서진원 : 일본대표 역
- 칼리드 타피아 : 미국대표 역
- 엠마 파실리 : 영국대표 역
- 얀 커로치 : 프랑스대표 1 역
- 얀 르 베일 : 프랑스대표 2 역
- 길이선경 : 리포터 역
- 조은주 : 아나운서 역
- 박주혜 : 기자 역
- 이승민 : 성가대 지휘자 역
- 최용현 : 공사장 인부
- 김도훈 : 삼장법사 (과거) 역
- 장인호 : 연구원 1 역
- 조창우 : 연구원 2 역
- 문보라 : 연구원 3  역
- 박준용 : 연구원 4 역
- 정혜원 : 정부요원 1 역
- 김지민 : 정부요원 2 역
- 최혁 : 정부요원 3 역
- 정예서 : 비서실장 (여) 역
- 김효민 : 비서실장 (남) 역
- 백송이 : 수행원 1 역
- 서연우 : 수행원 2 역
- 최윤수 : 경호원 1 역
- 이성민 : 경호원 2 역
- 정영우 : 피자집사회자 역
- 김용래 : 우마왕부하 1 역
- 신은철 : 우마왕부하 2 역
- 김세윤 : 클럽웨이터 역
- 백운희 : 취재기자 역
- 한군 : 어린 손오공 역
- 이태승 : 어린 저팔계 역
- 정승원 : 어린 사오정 역
- 장세영 : 어린 삼장법사 역
- 김성원 : 의사 역 (특별출연)